# Julia Sahin
Julia Sahin (* 23. Februar 1974 in Siegen, Deutschland als Hülya Şahin) ist eine ehemalige deutsch-türkische Kickboxerin und Boxerin. Als Profiboxerin war sie 2007–2008 WIBF-Weltmeisterin im Halbfliegengewicht.
Bei den Amateuren boxte sie für die Türkei, wurde 2001 Weltmeisterin, sowie 2001 und 2003 Europameisterin. Als Amateur-Kickboxerin wurde sie 1995 Weltmeisterin im Vollkontakt.

## Amateurkarriere
Sie begann im Alter von 17 Jahren, inspiriert von ihrem älteren Bruder, mit Kickboxen, wo sie 1995 in Kiew Weltmeisterin der WAKO im Vollkontakt (-52 kg) wurde, und wechselte 1997 zum klassischen Boxsport. Aufgrund ihres türkischen Trainers und der laut ihrer Aussage besseren Unterstützung durch den Türkischen Amateurboxverband, kämpfte sie in ihrer Amateurkarriere für die Türkei. Sie gewann vier Türkische Meistertitel, 1999 und 2000 jeweils die ersten beiden Europacups der Frauen, sowie 2001 die erste Frauen-Europameisterschaft in Saint-Amand und die erste Frauen-Weltmeisterschaft in Scranton, wobei sie im Finale Mary Kom bezwang. Sie wurde mit diesem Erfolg die erste türkische Boxweltmeisterin. 2003 wiederholte sie den Titelgewinn bei den zweiten Europameisterschaften in Pécs.

## Profikarriere
2004 wurde sie in Deutschland Profiboxerin beim Hamburger Boxstall Universum Box-Promotion und trat aus Promotions- bzw. Wiedererkennungsgründen unter dem Namen Julia Sahin an, da dieser Vorname laut eigener Aussage für das deutsche Publikum leichter auszusprechen sei. Trainiert wurde sie von Michael Timm.
Sie wurde am 15. Januar 2005 in Magdeburg Deutsche Meisterin im Fliegengewicht und verteidigte den Titel im Oktober 2005 gegen Daniela Graf.
Am 3. Dezember 2005 besiegte sie in Magdeburg die US-Amerikanerin Stephanie Dobbs beim Kampf um die Interkontinentale Meisterschaft der WIBF im Fliegengewicht und verteidigte den Titel im Januar 2006 gegen die Israelin Hagar Finer.
Am 8. April 2006 gewann sie in Kiel die Interims-Weltmeisterschaft der WIBF im Halbfliegengewicht durch einen einstimmigen Sieg gegen die Britin Cathy Brown. Diesen Titel konnte sie am 9. September 2006 in Magdeburg einstimmig gegen die Dominikanerin Marilyn Hernandez verteidigen.
Am 27. Januar 2007 trat sie im Burg-Wächter Castello von Düsseldorf als Pflichtherausforderin im Halbfliegengewicht gegen die amtierende russische WIBF-Weltmeisterin Anastassija Toktaulowa an und siegte dabei einstimmig nach Punkten. Den Titel verteidigte sie 2007 jeweils gegen die US-Amerikanerin Hollie Dunaway und die Mexikanerin Delia López, sowie im April 2008 gegen Yahaira Martínez aus Puerto Rico.
Im September 2008 gab Sahin überraschend bekannt, nicht zu einer weiteren Titelverteidigung in Hamburg gegen die Mexikanerin Esmeralda Morena antreten zu wollen und sich von ihrem Boxstall Universum getrennt zu haben. Einem Pressebericht der taz zufolge sei sie vom Boxstall als nicht telegen genug und daher als entbehrlich bezeichnet worden. Auch ihr Alter von 34 Jahren hätte eine Rolle gespielt. Sahin, für die laut eigener Aussage „das nach außen Gekehrte“ nicht ihre Art sei, hatte daraufhin der Vertragsauflösung zugestimmt.
Am 10. Oktober 2009 kehrte sie nach rund 18 Monaten Ringpause für einen Kampf gegen Susi Kentikian um die WM-Titel der WIBF, WBA und WBO im Fliegengewicht zurück, verlor das Duell jedoch in Rostock einstimmig nach Punkten. Ihre Kampfvorbereitung hatte sie in Köln bei Mehmet Hendem bestritten.
Ihren nächsten Kampf bestritt sie erst über ein Jahr später, am 30. Oktober 2010 in Kanada, wobei sie ebenfalls einstimmig gegen die WIBF-Weltmeisterin im Bantamgewicht, Hagar Finer, verlor. Ihren letzten Kampf bestritt sie im Alter von 37 Jahren am 18. Juni 2011 im französischen Lingolsheim um den WIBF-WM-Titel im Superfliegengewicht, verlor jedoch einstimmig gegen die Französin Nadya Hokmi.

## Sonstiges
Sahin ist die Tochter türkischer Eltern, welche 1969 von Erzincan nach Deutschland ausgewandert waren. Sie arbeitete neben ihrer Boxkarriere als Betriebsschlosserin bei den Kölner Verkehrs-Betrieben. 

## Liste der Profikämpfe
| Jahr | Tag           | Ort                                                 | Gegner                 | Ergebnis für Sahin      |
| ---- | ------------- | --------------------------------------------------- | ---------------------- | ----------------------- |
| 2011 | 18. Juni      | Stade Joffre Lefèbvre, Lingolsheim, Frankreich      | Nadya Hokmi            | Niederlage nach Punkten |
| 2010 | 30. Oktober   | Casino Rama, Rama (Ontario), Kanada                 | Hagar Finer            | Niederlage nach Punkten |
| 2009 | 10. Oktober   | Stadthalle, Rostock, Deutschland                    | Susi Kentikian         | Niederlage nach Punkten |
| 2008 | 5. April      | Burg-Wächter Castello, Düsseldorf, Deutschland      | Yahaira Martínez       | Sieg nach Punkten       |
| 2007 | 28. Juli      | Burg-Wächter Castello, Düsseldorf, Deutschland      | Delia López            | Sieg nach Punkten       |
| 2007 | 30. Juni      | Porsche-Arena, Stuttgart, Deutschland               | Hollie Dunaway         | Sieg nach Punkten       |
| 2007 | 27. Januar    | Burg-Wächter Castello, Düsseldorf, Deutschland      | Anastassija Toktaulowa | Sieg nach Punkten       |
| 2006 | 9. September  | Bördelandhalle, Magdeburg, Deutschland              | Marilyn Hernandez      | Sieg nach Punkten       |
| 2006 | 8. April      | Ostseehalle, Kiel, Deutschland                      | Cathy Brown            | Sieg nach Punkten       |
| 2006 | 24. Januar    | Universum Gym, Hamburg, Deutschland                 | Hagar Finer            | Sieg nach Punkten       |
| 2005 | 3. Dezember   | Bördelandhalle, Magdeburg, Deutschland              | Stephanie Dobbs        | Sieg nach Punkten       |
| 2005 | 15. Oktober   | Mehrzweckhalle Süd, Düsseldorf, Deutschland         | Daniela Graf           | Sieg nach Punkten       |
| 2005 | 2. Juli       | Color Line Arena, Hamburg, Deutschland              | Oksana Romanowa        | Sieg nach Punkten       |
| 2005 | 28. Mai       | Hanns-Martin-Schleyer-Halle, Stuttgart, Deutschland | Marianne Chubirka      | Sieg nach Punkten       |
| 2005 | 5. März       | Wilhelm-Dopatka-Halle, Leverkusen, Deutschland      | Viktoria Varga         | Sieg mit TKO in Runde 5 |
| 2005 | 15. Januar    | Bördelandhalle, Magdeburg, Deutschland              | Maja Frenzel           | Sieg nach Punkten       |
| 2004 | 16. Oktober   | Maritim-Hotel, Köln, Deutschland                    | Svetla Taskova         | Sieg nach Punkten       |
| 2004 | 18. September | Wilhelm-Dopatka-Halle, Leverkusen, Deutschland      | Iliana Bonewa          | Sieg nach Punkten       |
| 2004 | 17. Juli      | Stadthalle, Zwickau, Deutschland                    | Pawla Stankejowa       | Sieg nach Punkten       |
| 2004 | 3. Juli       | Stadthalle, Hattersheim, Deutschland                | Oksana Romanowa        | Sieg nach Punkten       |
| 2004 | 29. Mai       | Ostseehalle, Kiel, Deutschland                      | Anca Pop               | Sieg mit TKO in Runde 4 |
| 2004 | 30. März      | Saaltheater Geulen, Aachen, Deutschland             | Stella Evropiedieva    | Sieg nach Punkten       |
| 2004 | 17. Januar    | DM-Arena, Karlsruhe, Deutschland                    | Gabriella Insperger    | Sieg nach Punkten       |